# Artists and Orphans: A True Drama
Artists and Orphans: A True Drama ist ein US-amerikanischer Dokumentarkurzfilm aus dem Jahr 2001. Bei der Oscarverleihung 2002 war der Film als „Bester Dokumentar-Kurzfilm“ nominiert. 

## Handlung
Eine Gruppe von 40 US-amerikanischen Schauspielern fährt zu einem Theaterfestival nach Georgien. Dort bemerken sie die bittere Armut, in der die Familien leben und erfahren, dass viele Familien eines oder mehrere Kinder in Waisenhäusern abgeben, weil sie kein Geld haben, die Kinder zu ernähren. Die Schauspielergruppe besucht daraufhin ein staatliches Waisenhaus und kommt zu dem Schluss, dass die georgische Regierung an den sozialen Missständen große Schuld trägt: Adoptionswillige Ausländer bekommen in Georgien keine Kinder vermittelt. Somit nimmt die Regierung per Gesetz vielen Kindern die Chance auf ein sicheres und reicheres Leben. Es folgt ein Interview mit dem damaligen Präsidenten Georgiens, Eduard Schewardnadse und dessen Frau Nanuli Zagareischwili-Schewardnadse. Schewardnadse dementiert in diesem Interview, dass es in Georgien überhaupt Waisenkinder gibt. 
Die Schauspieler besuchen einen Lehrer und eine Nonne, die in einem alten, zerfallenen Krankenhaus 116 Waisenkinder beherbergen. Das Gebäude verfügt weder über Strom, noch über Heizung oder fließendes Wasser. Da der Winter bevorsteht, in dem die Kinder ohne Heizung zu erfrieren drohen, reisen die Schauspieler schnellstmöglich zurück in die USA und organisieren eine Spendenaktion. Innerhalb weniger Tage kommt genug Geld und Kleidung zusammen, um die 116 Kinder sicher über den Winter zu bringen.